# Давор Џалто
Давор Џалто (Травник, 17. мај 1980) српски је уметник, теоретичар уметности, филозоф и теолог. У академским круговима и широј јавности је познат и као православни филозоф либералне оријентације и један од најутицајнијих савремених православних мислилаца у свету.

## Биографија
Рођен је 17. маја 1980. у Травнику. Завршио је средњу уметничку школу 'Ђорђе Крстић' у Нишу као студент генерације. Академску каријеру започиње у Београду где је дипломирао на Филозофском факултету као најбољи студент са темом Прелаз од модернистичких уметничких начела ка постмодерним концепцијама. Након дипломирања уписује постдипломске студије у Београду а затим и докторске студије на Универзитету у Фрајбургу (Немачка). 2006. је одбранио докторску тезу поставши најмлађи доктор хуманистичких наука у Србији и Немачкој. Као универзитетски професор предавао је на више америчких и европских универзитета и то из области историје и теорије уметности, политичке филозофије, теологије и естетике. Добитник је и престижне Фулбрајт стипендије америчке Владе. 
Излагао слике, скулптуре, видео радове, перформансе, инсталације и интервенције у простору на низу изложби у Србији и другим земљама. Поред радова из историје уметности, објавио и низ чланака којима се дотиче друштвене теорије, филозофије и богословије. Главно поље истраживања је однос ауторства-личности-стваралаштва, са посебним освртом на савремени контекст и културу. Значајан допринос је дао анализи мисли руског религиозног филозофа Николаја Берђајева, као и савременог православног теолога Јована Зизиуласа. Оснивач је и уметнички директор групе Флексибилна уметничка мрежа и председник Института за студије културе и хришћанства из Београда. На месту потпредседника је дужи низ година водио Хришћански културни центар, заједно са проф. др Радованом Биговићем. За свој рад на пољу екуменског дијалога и помирења на простору бивше Југославије добио је више међународних признања.

## Изабрани радови
- Вербално и визуелно маркирање простора - перформанс-инсталација (2000)
- Сахрана аутора - видео-перформанс (2002)
- Стварање... - видео (2003)
- Црвена армија - видео (2003)
- Иконе на Шварцвалду - акција (2004)
- Медитација уз иконе и српску кафу у Јапанској башти (Фрајбург) - перформанс (2005)

## Изабрани чланци
- Ко је аутор? (Studia Theologica 2003)
- Who is an Author (Artist)? (2003)
- Totalitarianism and Totalitarianisms on Serbian Way to European Union (2004)
- Significance and Meaning of the Process of Global Integrations (2004)
- On the Meaning of Church Art (2004)
- Human Face between Mask and Person (2005)
- On the Horrible Sin of Nationalism (2006)
- A Comparative Research of the Space Issue on the Examples of the "Lamentation" Composition from Nerezi and Giotto's "Lamentation" from the Arena Chapel (2006)
- Techne vs. Creatio: The Inner Conflict of Art (2010)
- The (In)Stability of Memory (2012)
- Beauty Will Destroy the Worl? (2012)
- Religion, Politics, and Beyond: The Pussy Riot Case (2013)
- Art: A Brief History of Absence (From the Conception and Birth, Life and Death, to the Living Deadness of Art) in Philosophy and Society (2015)
- Otherness, Symbolism, and Modernism in Serbia: Leon Koen in: The Symbolist Roots of Modern Art (Edited by Michelle Facos and Thor J. Mednick) (2015
- Screens and Screams. Icons Re: Framed” in: IKON, Journal of Iconographic Studies (2015)
- The Logos as Reason and Love: A Response to ‘Tradition as Reason and Practice’ by A. Papnikolaou, in: St Vladimir’s Theological Quarterly (2015)
- Izazov savremenosti: hrišćanski odgovor na problem ‚posteriornosti‘ i pluralizma, in: Teologija u javnoj sferi – zbornik radova (2015)
- Icons – Between Images and Words. Modes of Representation or Modes of Being?, in: IKON, Journal of Iconographic Studies (2016)
- The Challenge of ‘Posteriority’ and Pluralism, in: Edinost in dialog/Unity and Dialogue (2016)
- Orthodox Christian Political Theology: An Anarchist Perspective, in: Political Theologies in Orthodox Christianity (Edited by Kristina Stoeckl et al.) (2017)
- Orthodox Christianity and Contemporary Art: An (Un)Natural Alliance?, in: Journal of Eastern Christian Studies (2017)
- The Aesthetic Face of the Sacred” in Religions (2019)
- Orthodoxes Christentum und zeitgenössische Kunst,” in Religion und Geselschaft in Ost und West: Religion und Kunst (2019)
- Что не так с ‘левым’ и ‘правыми’? Точка зрения православного христианина (What’s Wrong with the “Left” and the “Right”? An Orthodox Christian Perspective), in Политическое богословие (Edited by Aleksei Bodrov and Mikhail Tolstoluženko) (2019)
- Freedom and Nothingness, between Theodicy and Anthropodicy: Lacan and (Un)Orthodox Perspectives, in Esoteric Lacan (Edited by Philipp Valentini and Mahdi  Tourage) (2019)
- Icons: the Orthodox Understanding of Images and the Influence on Western Art, in European History Online (EGO) (2019)

## Књиге (избор)
- О писму као ликовном, историјском, друштвеном и културолошком феномену, Ниш: Уметничка школа „Ђорђе Крстић“ 1998.
- The Role of the Artist in Self-Referent Art, Berlin: Dissertation.de 2007.
- Сведочанство икона (енгл. The Testimony of Icons; нем. Ikonen legen Zeugnis ab), Београд - Таинах (Клагенфурт): Хришћански културни центар, Содалитас центар 2008.
- Plus Ultra, Београд: Отачник 2010.
- Res Publica, Београд-Пожаревац: Епархија Браничевска 2013.
- The Human Work of Art, New York: SVS Press 2014.
- Уметност као таутологија, Београд: Clio 2016.
- Religion and Realism, Newcastle upon Tyne: Cambridge Scholars 2016.
- In Medias Res, Београд: Admiral Press 2017.
- Yugoslavia: Peace, War, and Dissolution, (with Noam Chomsky), New York: PM Press 2018.
- Džalto, Davor (2021). Anarchy and the Kingdom of God: From Eschatology to Orthodox Political Theology and Back. New York: Fordham University Press. ISBN 9780823294398..